# Дель Кастильо, Кейт
Кейт дель Касти́льо (исп. Kate del Castillo, род. 23 октября 1972, Мехико) — мексиканская актриса.

## Биография
Кейт дель Кастильо родилась в Мехико. Её отец — известный мексиканский актёр мыльных опер Эрик дель Кастильо. Впервые приняла участие в съемках фильмов в 1978 году в фильме
«Внизу». Приобрела известность после роли в теленовелле Muchachitas (Девчушки) в 1991 году, а в 1997 году получила премию TVyNovelas за роль в сериале «Кристальная империя». В 2011 году сыграла главную роль в телесериале Королева Юга, за которую получила премию журнала People en español. С 2001 по 2004 год была замужем за футболистом Луисом Гарсия.

## Избранная фильмография
| Год       |    | Русское название              | Оригинальное название     | Роль               |
| --------- | -- | ----------------------------- | ------------------------- | ------------------ |
| 1991      | с  | Девчушки                      | Muchachitas               | Leticia Bustamante |
| 1994      | с  | Кристальная империя           | Imperio de cristal        | Narda Lombardo     |
| 1997      | с  | Однажды у нас вырастут крылья | Alguna vez tendremos alas | Ана Эрнандес Лопес |
| 2005      | ф  | Американская виза             | American Visa             | Бланка             |
| 2006      | ф  | Пограничный городок           | Bordertown                | Елена Диас         |
| 2007      | ф  | Рабство                       | Trade                     | Лаура              |
| 2007      | ф  | Под одной луной               | La misma luna             | Розарио            |
| 2008      | ф  | Джулия                        | Julia                     | Елена              |
| 2009      | с  | Дурман                        | Weeds                     | Пилар              |
| 2011      | с  | Королева Юга                  | La Reina del Sur          | Тереса Мендоса     |
| 2011      | ф  | Нет мужчин — нет проблем      | Without Men               | Cleotilde          |
| 2012      | ф  | K-11                          | K-11                      |                    |
| 2012      | с  | Гримм                         | Grimm                     | Валентина Эспиноса |
| 2014      | ф  | Никаких добрых дел            | No Good Deed              | Алексис            |
| 2014      | мф | Книга жизни                   | The Book of Life          | Ла Муэрте          |
| 2015      | мф | Американец                    | El Americano: The Movie   |                    |
| 2015      | ф  | 33                            | Los 33                    | Кэтти Вальдивия    |
| 2017—2018 | с  | Неуправляемая                 | Ingobernable              | Эмилия Уркиса      |
| 2020      | ф  | Плохие парни навсегда         | Bad Boys for Life         | Изабель Арета      |